# 37. sydlige breddekreds
Den 37. sydlige breddekreds (eller 37 grader sydlig bredde) er en breddekreds, der ligger 37 grader syd for ækvator. Den løber gennem Atlanterhavet, det Indiske Ocean, Australasien, Stillehavet og Sydamerika.
Den 37. breddekreds spiller en central rolle i romanen Kaptajn Grants børn, hvor en redningsekspedition følger kredsen i en eftersøgning af nogle skibbrudne. Længdegraden er nemlig ulæselig i en flaskepostbesked. 